# Het Spaanse Leger (wijk)
Het Spaanse leger is een geplande wijk in de stad Nijkerk in de Nederlandse provincie Gelderland. De bedoeling is dat er 325 woningen gebouwd worden. De eerste plannen werden in 2014 vastgesteld.

## Planning
De woonwijk is gepland in de 'driehoek' tussen de Amersfoortseweg, Barneveldseweg en de spoorlijn. Er ligt al een straat met de naam Het Spaanse Leger, deze straat is vernoemd naar een boerderij. In dat gebied liggen verder nog twee andere straten, de Jan Plassensteeg en de Jan Tijmensteeg. 
Het bestemmingsplan voor Het Spaanse Leger is tijdens de raadsvergadering van 24 april 2014 vastgesteld door de gemeente Nijkerk. Na de vaststelling van dit plan duurde het een aantal jaar voor men kon starten met de bouw. Er trad vertraging op door onder andere een ingediende motie en een bezwaarschrift.

## Bouw
De toegangsweg komt vanaf de Amersfoortseweg, tegenover de Van Tinbergenlaan. Vanaf de Barneveldseweg zal er een speedgate komen, slechts beschikbaar voor bevoorradend verkeer. De herinrichting van het kruispunt Tinbergenlaan-Amersfoortseweg begon in de zomer van 2021.
Officieel begonnen de werkzaamheden voor deze wijk in februari 2022 toen wethouder Wim Oosterwijk, samen met onder andere de projectontwikkelaar, het startsein gaf voor het bouwrijp maken van het terrein. Twee maanden later begon de aannemer met de bouw van de eerste appartementen.
Centrum · Schulpkamp · Rensselaer · Paasbos · Strijland · Beulekamp · Luxool · Hazeveld · Bruins Slotlaan · Corlaer · Groot Corlaer (Boerderijakkers · De Kamers) · De Bogen · De Terrassen · Doornsteeg · Het Spaanse Leger

Bedrijventerreinen:
Arkervaart · Watergoor · Spoorkamp · De Flier